# Goodbye Emmanuelle
Goodbye Emmanuelle è un film del 1977 diretto da François Leterrier, terzo episodio della serie iniziata nel 1974 con Emmanuelle.

## Trama
Sulle isole tropicali delle Seychelles, Jean ed Emmanuelle si divertono a fare esperienze erotiche coinvolgendo nuove persone, finché Emmanuelle s'innamora davvero di Gregory e torna con lui a Parigi, abbandonando così Jean, che per la prima volta era geloso di lei.